# Компанис, Луис
Луис Компанис-и-Жове́р (кат. Lluís Companys i Jover; 21 июня 1882, Таррос — 15 октября 1940, Барселона) — каталонский политический деятель, министр в правительстве Испании (1933), председатель правительства Каталонии (1933—1934 и 1936—1940). Единственный в истории Европы казнённый действующий демократически избранный президент.

## Молодость
Родился в крестьянской семье с аристократическими корнями, был вторым братом из десяти. Его родителями были Жозеп Компанис и Мария-Луиза де Жовер. После получения диплома юриста университета Барселоны Компанис участвовал в политической жизни Каталонии с самого раннего возраста. В 1906 году в результате поджога военными офисов каталонских газет Cu-Cut! и La Veu de Catalunya и после прохождения Ley de Jurisdicciones («Закон юрисдикций») выступил с речью против Испании, участвовал в создании каталонского национального движения Солидарности леволиберальной ориентации.
Позже стал членом эфемерной организации «Федеративный националистическо-республиканский союз» (Unió Federal Nacionalista Republicana), где был президентом молодёжной секции. Был арестован за молодёжные мероприятия и заключён в тюрьму пятнадцать раз, классифицирован после трагической недели Барселоны (1917) как «опасный человек» в полицейских протоколах.
С Франсеском Лайретом Компанис представлял левую фракцию Каталонской республиканской партии (Partit Republicà Català), был избран советником городского совета Барселоны в 1916 году. В ноябре 1920 года он был задержан вместе с Сальвадором Сеги (известным как Эль Ной-дель-Сукре — Сахарный Мальчик), Марти Баррера, Жосепом Виадиу и другими профсоюзными активистами, был депортирован в Кастель-де-ла-Мола в Маоне, на Менорке. Вскоре после этого Лайрет был убит.
Несмотря на его депортацию, после парламентских выборов 1920 Компанис был избран народным депутатом от города Сабаделя, заняв место, которое должен был занять Лайрет. Это дало ему депутатскую неприкосновенность, которая освободила его от тюрьмы.
Компанис был одним из основателей Союза крестьян Каталонии (Unió de Rabassaires) в 1922 году, где работал юристом и директором журнала Союза La Terra в годы режима Примо де Ривера.
Задержанный ещё раз, он не смог принять участие в Conferència d’esquerres (Конференции левых), которая состоялась в период с 12 по 19 марта 1931 года, на которой основали коалиционную левую политическую партию Esquerra Republicana de Catalunya (ERC). Однако он был избран в качестве члена исполкома этой партии, представляющего буржуазную Каталонскую республиканскую партию (Partit Republicà Català). Благодаря связям между испанским рабочим движением и испанским профсоюзным движением, выбор Компаниса на этот пост дал ERC большой выигрыш среди левого общественного мнения, ибо раньше он считался участником незначительного движения прогрессивной мелкой буржуазии.
В 1933 году выбран главой Женералитата Каталонии (фактически, президентом и главой правительства Каталонии). Несмотря на то, что официально правительство Каталонии не действовало в 1934-36 годах, а в 1939 году было окончательно разгромлено, оставался главой Женералитата до своей казни в 1940 году.

## Провозглашение каталонского государства
6 октября 1934 года Компанис возглавил националистическое каталонское восстание против центра и правого крыла республиканского правительства и провозгласил Каталонское государство (Estat Català). За это он был арестован и приговорен к тридцати годам тюремного заключения. Тем не менее, после общеиспанских выборов 1936 года и победы на них левых он был освобождён новым правительством.

## Гражданская война
Когда вскоре после этого началась гражданская война, Компанис защищал Вторую Испанскую республику против франкистских мятежников и сыграл важную роль в организации сотрудничества между ЦК антифашистской милиции, который был организован его правительством, революционной антисталинской коммунистической Рабочей партией марксистского единства (POUM), а также анархистским синдикалистским профсоюзом Национальная конфедерация труда (Confederación Nacional del Trabajo, CNT).
Во время войны Компанис пытался сохранить единство своей политической коалиции, но после того, как консул Советского Союза, Владимир Антонов-Овсеенко, пригрозил, что СССР прекратит поставки помощи в Каталонию, Компанис уволил Андреу Нина (руководителя партии ПОУМ) с должности министра юстиции в декабре 1936 года.

## Изгнание
Изгнанный во Францию в феврале 1939 году после гражданской войны, Компанис был арестован вишистской милицией в Ла-Боль-ле-Пен около Нанта 13 августа 1940 года. Его держали в тюрьме Санте. Затем он был экстрадирован, передан властям испанского националистического правительства в Мадриде в начале сентября 1940 года и заключён в тюрьму в подвалах штаб-квартиры Dirección General de Seguridad (государственной безопасности). Его там держали в течение пяти недель в одиночной камере, пытали и избивали. Ведущие деятели режима Франко посетили его камеру, оскорбляли его и бросали в него монеты или корки хлеба. После военного суда, который длился менее одного часа, где он был обвинён в «вооруженном восстании», Компанис был расстрелян в замке Монжуик в Барселоне в 6:30 15 октября 1940 года.
В честь Компаниса назван Олимпийский стадион имени Льюиса Компаниса в Барселоне. В 1998 году памятник Компанису был установлен вблизи Триумфальной арки, на проспекте Пасео де Луис Компанис в Барселоне. Друг Компаниса, поэтесса Коншита Жулиа, изображена рядом с Компанисом на памятнике.
Похоронен на Монжуикском кладбище (кат. Cementiri de Montjuïc) в Барселоне.